# Сапа
Са́па (от фр. sape — мотыга) — прикоп, траншея, прикрытый валом или турами ров для подхода к крепости или к полевым позициям неприятеля.
Также «Сапа» — способ отрытия траншеи (апрош), рва или тоннеля для приближения к укреплениям противника. К началу XX столетия сапные работы представляли одну из отраслей сапёрных работ, а ранее были почти их единственным видом; применялись в осадной войне.

## История
Сапа применялась в вооружённых силах в XVI—XIX веках. Подобная тактика была вызвана крайней трудностью штурма хорошо укреплённых крепостей, городов и феодальных замков.
Известны два варианта сапы:
- летучая[4][3], работа летучей сапой производилась с поверхности земли под прикрытием заранее подготовленной защитной насыпи из бочек и мешков с землей, а также больших деревянных барабанов, заполненных землёй и перекатываемых по мере продвижения работ. При устройстве параллели или подступа летучей сапой атакующий выстраивает ночью вдоль заранее намеченной линии сплошной ряд рабочих, из которых каждый приносит и немедленно устанавливает перед собой сапный тур — бездонную корзину в полроста человека высотой и около одного шага в диаметре;
- перекидная[3] (тихая, скрытная), производилась со дна исходного рва или траншеи без выхода работающих на поверхность. Головным прикрытием тихой туровой сапы служил постепенно выкатываемый вперед мантелет — огромный уложенный горизонтально тур, наполненный хворостом.

Также в зависимости от того, будет ли её ров широк или узок, а боковых прикрытий — два или одно, существовали двойная или одиночная (одинокая тож) сапа. Так, двойной тихой сапой осуществлялась осада Арраса.
Использовалась сапа как для проникновения за защитные рубежи (стены), так и для уничтожения оборонительных сооружений. Под основание стены прорывался тоннель, стены которого укреплялись деревянными распорками. Далее распорки поджигались как раз под стеной. Тоннель обваливался, основание фундамента проседало, а стена над этим местом рассыпалась, и крепость становилась «лёгкой добычей» нападавших.
Позднее в подкопы под стены замков и крепостей закладывались фугасы из пороха. Во второй половине XVII века для выполнения таких работ в армиях ряда государств и стран появились специалисты — сапёры (от фр. saper — вести подкоп).

## Выражения
Выражение «действовать „тихой сапой“», которое означает: крадучись, медленно, незаметно идти, проникать куда-нибудь, первоначально подразумевало: скрытно произвести подкоп, выкопать потайной туннель.
Сапа́ — кирка для земляной работы, для разрыхления земли. «Действовать тихой сапой» раньше означало «тихо рыть подкоп» (из фортификационного дела). Людей, которые рыли эти подкопы тихой или не очень тихой сапой, называли сапёрами, что впоследствии дало современное понимание слова «сапёр» — специалист по работе со взрывчатыми веществами (в общем смысле). Работа саперов во времена фортификационных войн часто завершалась, кроме подкопа, ещё и скрытным закладыванием бочки с порохом под стену вражеского укрепления, благо специалист действовал «тихой сапой».